# 유진 (도황고)
한 도황 유진(漢 悼皇 劉進, 기원전 113년 ~ 기원전 91년 8월)은 중국 전한의 황족으로 무제의 손자이자 여태자의 서자이며, 측실 사양제의 소생이다. 10대 선제의 아버지이다. 아버지 유거가 강충으로부터 모함을 받은 무고의 난에 휘말려 자살하였다. 사후 아들이 황제로 즉위하면서 도왕(悼王)으로 추존했다가 황제의 예로 장사지내 도황(悼皇)이 되었고, 그의 비는 도후(悼后)가 되었다.

## 생애
기원전 91년 아버지 유거가 무고(巫蠱)의 모함을 받아 살해되자 거병하여 반군을 일으켰으나 관군과의 전쟁에서 패하여 병사들은 흩어졌다. 병사들이 패주하고 반군이 진압되자 그는 곽북에서 자살하였다. 일설에는 피살되었다고도 한다. 한무제는 사의 시호를 내려 사황손(史皇孫이 되었다. 묘소는 곽북 광명원(廣明園)이라 했다. 뒤에 그의 외조모의 친정으로 빼돌려졌던 아들 선제가 황제로 즉위하게 되었다.
사후 한무제는 손자에게 사태손(史太孫)의 시호를 내렸으며 아들이 즉위하면서 '남의 후사 된 자는 그의 아들이 되는 것'이라고 하였으나, 선제는 그를 황제로 추존했다. 전한 선제는 즉위 후 그의 묘소를 이장하여 봉명원(奉明園)이라 칭하고 묘소 소재지는 봉명현(奉明縣)으로 격상시켰다. 뒤에 다시 황고로 칭한 후 천자의 예로 장사지냈으며, 그의 비를 도후로 추존했다. 

## 인용
도황고(悼皇考) 추존을 두고 김부식은 삼국사기 신라본기에서 첨해 이사금(沾解泥師今)이 즉위 원년(AD 247), 그의 아버지 골정(骨正)을 세신 갈문왕(世神葛文王)으로 추존한 것을 그의 사례를 근거로 들기도 하였다.

## 참고 자료
- 삼국사기 신라국본기 제2권 (벌휴이사금, 내해이사금편)

## 가계
- 조부 : 한 무제(武帝) 유철(劉徹)
- 조모 : 무사황후(武思皇后) 위씨(衛氏)
- 아버지 : 여태자(戾太子) 유거(劉據)
- 어머니 : 사양제(史良娣)
- 처 : 도후(悼后) 왕옹수(王翁須)
  - 아들 : 선제(宣帝) 유순(劉詢)